# 藍德
藍德（英語：Edgar Larochelle；1896年5月30日—1964年7月21日），是天主教加拿大籍神父及魁北克外方傳教會會士。曾任熱河省林東宗座監牧區宗座監牧（1937年-1938年）及魁北克外方傳教會總會長（1938年-1958年）。

## 生平
藍德出生於1896年5月30日，在加拿大。1920年5月29日，藍德在25歲時在魁北克總教區聖母聖殿主教座堂晉鐸。1925年，他28歲時加入魁北克外方傳教會。
1937年5月18日，聖座從四平街宗座代牧區劃出熱河省西北部成立林東宗座監牧區，且時任教宗庇護十一世任命41歲的藍德神父出任首任宗座監牧。
1938年7月11日，藍德神父獲選為魁北克外方傳教會第二任總會長，且獲教宗准許辭任林東宗座監牧。
1964年7月21日，藍德神父在加拿大去世，享年68歲。